# Standards et normes de métadonnées
Un standard ou une norme de métadonnées est une exigence qui est destinée à établir une compréhension commune de la signification ou de la sémantique des données, afin d'assurer un usage correct et approprié, et une interprétation des données par ses propriétaires et utilisateurs. Pour parvenir à cette compréhension commune, on doit définir un certain nombre de caractéristiques ou attributs des données, encore appelés métadonnées.
En anglais, on utilise un seul mot, standard, pour décrire un standard ou une norme, ce qui est source de confusion. Ces standards et ces normes décrivent les métadonnées (données sur les données), employées pour la structuration des ressources informatiques en général (pas seulement les documents électroniques) et l'interopérabilité informatique. 
Étant donné les multiples utilisations des métadonnées, à la fois dans les ressources informatiques et les systèmes, il est nécessaire d'employer des standards ou des normes.
En 2021, il n'existe que trois normes ISO disponibles en français : celle sur le référentiel Dublin Core, celle sur le patrimoine culturel immatériel (ISO 21127), et celle sur la gestion des documents d'archives (records management, ISO 15489).
Aux États-Unis, les standards de métadonnées portant sur des domaines particuliers découlent souvent de la définition de communautés d'intérêt (voir DoDAF).

## Importance de la standardisation
Les métadonnées ont une valeur ajoutée certaine et font déjà l'objet d'un ensemble de normes ISO.

### Recherche d'information
Les moteurs de recherche destinés à la lecture et au décryptage sémantique de ces données permettent une optimisation et une efficacité accrue des recherches d'information opérées par un internaute ou un ordinateur sur le Web.
La valeur ajoutée de cette solution technique repose sur un mode de requête qui écarte les informations parasites (le bruit documentaire) et réduit simultanément les silences documentaires (les informations pertinentes existantes mais non rapportées).

### Web sémantique
C'est de plus un moyen pour mettre en place un web sémantique par une optimisation des méthodes et moyens appliqués à la recherche d'information et de documentation dans un système d'information donné : 
- ne rendre visibles et lisibles que les informations pertinentes pour l'utilisateur (avec indice de pertinence).
- diminuer les risques de désorientation liés à un déluge d'information (nombre de réponses non pertinentes rapportées à la question posée qui peuvent faire dériver l'internaute) comme c'est le cas aujourd'hui.

Par rapport au bruit généré par les recherches plein texte, les métadonnées insérées dans les ressources informatiques permettent d'améliorer les recherches d'information sur le Web, comme avec les logiciels utilisés par les bibliothèques.

### Règles métier
Les métadonnées peuvent également être employées dans les moteurs de règles, pour automatiser les échanges de documents électroniques entre partenaires. Ces interfaces automatisées posent des questions juridiques, surtout lorsque les données échangées sont à caractère contractuel.

## Fondamentaux: éléments de métadonnées, registre de métadonnées
Les fondamentaux sur les métadonnées sont les éléments de métadonnées, et les recommandations sur la tenue de registres de métadonnées.
Le Dublin Core a acquis le statut de norme internationale en 2003, en raison de ses applications gouvernementales : ISO 15836. La mise en œuvre de cette norme très courte (6 pages) doit être accompagnée de mesures organisationnelles. Le Dublin Core n'est pas applicable à certains secteurs spécifiques (multimédia, presse, bibliothèques, etc.).
La norme ISO/CEI 11179 est une norme pour la représentation des métadonnées d'une organisation dans un registre de métadonnées, et la mise en place d'une autorité d'enregistrement.
Deux autres normes ISO concernent la cohérence et l'interopérabilité des registres de métadonnées :
- ISO 20943 - Meta Data Registry content consistency,
- ISO 20944 - Meta Data Registry interoperability & binding.

On peut mentionner aussi la norme ISO 23950 sur les protocoles de recherche d'information, qui est étroitement associée au socle commun.
Le gouvernement fédéral semble accorder un peu moins d'importance à la norme ISO 11179 dans le projet Federal Enterprise Architecture (FEA) lancé en 2002. Le rôle stratégique des métadonnées est confirmé dans ce projet.

## Principaux standards et normes spécialisés par domaines

### Archivage informatique
La norme ISO 14721:2003 (Systèmes de transfert des informations et données spatiales - Système ouvert d’archivage de l’information - Modèle de référence), plus connue sous le nom de modèle OAIS (Open Archival Information System) est une norme conceptuelle, mise au point par les principaux centres d’études spatiales du monde dont le CNES (Centre National d’Études Spatiales).
Elle définit les objets d’information, les métadonnées nécessaires à leur préservation et l’organisation à mettre en place pour leur archivage, leur conservation et leur communication.

### Patrimoine culturel
La norme relative au patrimoine culturel immatériel est :
ISO 21127:2006 : Information et documentation -- Une ontologie de référence pour l'échange d'informations du patrimoine culturel.

### Informations géographiques
Deux normes sont relatives aux métadonnées des informations géographiques :
- ISO 19115
- ISO 19139

### Commerce électronique
Plusieurs normes sont relatives au commerce électronique :
- ISO/TS 15000, sur le registre de commerce électronique ebXML, qui a, au sein de l'ISO, le statut de spécification technique, disponible en anglais seulement.
- ISO/TS 17369 correspond à l'initiative SDMX visant à promouvoir l'échange de données et de métadonnées dans le domaine du commerce électronique.

Il faut cependant préciser que l'emploi des concepts d'ebXML ne peut être efficace qu'en employant les éléments d'architecture UDDI, sans quoi on ne dispose pas des données nécessaires pour les rapprochements de profils commerciaux.

### Gestion des documents d'archives
Les normes sur la gestion des documents d'archives (ou records management) sont, avec d'autres types de normes, utiles afin d'assurer la cohérence du cycle de vie des documents, depuis l'élaboration des contrats jusqu'à la comptabilisation. Ces normes sont utiles pour la gestion de la preuve.
À côté de la norme de gestion des documents d'archive (ISO 15489), existe la norme relative aux métadonnées des enregistrements :
- ISO 23081-1:2006 Information et documentation -- Processus de gestion des enregistrements -- Métadonnées pour les enregistrements -- Partie 1 : Principes (en anglais seulement)
- Accès à la norme sur le site de l'ISO :

Voir aussi, sur la conformité aux normes AFNOR Z42-013 ISO 15489 :
- Livre blanc sur l'infrastructure d'archivage Opensource conformité (2005)

La normalisation des comptabilités avec IAS/IFRS rend cette problématique stratégique.

### Formats de documents numériques
Les formats de documents numériques font l'objet de la norme en format ouvert ISO 26300 depuis le 30 novembre 2006. Cette norme compatible avec le Dublin Core n'est disponible qu'en anglais.

### Agriculture
La Série d’éléments de métadonnées agricoles (en anglais : Agricultural Metadata Element Set ou AgMES) englobe tous les aspects des standards sémantiques dans le domaine de l’agriculture pour ce qui concerne la description, la découverte de ressources, l’interopérabilité et l’échange de données pour les différents types de ressources d’information. AgMES comme espace de noms est conçu pour inclure des extensions spécifiques du domaine de l’agriculture pour les termes et les raffinements qui proviennent d’espaces de noms de métadonnées normalisés comme Dublin Core, AGLS etc.
AgMES est développée par l’Organisation des Nations unies pour l'alimentation et l'agriculture (FAO, basée à Rome) pour la description et la découverte de ressources d'information agricoles.

### Gouvernement
Le e-Government Metadata Standard (E-GMS) est un standard qui définit les éléments de métadonnées pour les ressources d'informations afin d'assurer un maximum de cohérence des métadonnées dans les organisations du secteur public au Royaume-Uni.

### Écologie
Le standard Ecological Metadata Language (EML) est une spécification développée pour la discipline de l'écologie. En 2021, ce n'est pas une norme ISO.

### Marchés financiers
Le (Financial) Market Data Definition Language (MDDL) a été développé par le Financial Information Services Division (FISD) de la Software and Information Industry Association (SIIA). MDDL est une spécification dérivée de langage de balisage extensible (extensible Markup Language, XML), qui facilite l'échange d'informations sur les instruments financiers utilisés à travers les marchés financiers mondiaux. MDDL aide à cartographier toutes les données de marché en un langage et une structure communes pour faciliter l'échange et le traitement de multiples ensembles de données complexes.

## Tableau complet des standards et normes de métadonnées
Pour un tableau complet, voir l'article de la Wikipédia anglophone : en:Metadata standard

## Gestion des langueset métadonnées
La langue est l'un des quinze mots-clés du Dublin Core.
La plupart de ces normes de métadonnées, à l'exception de la norme ISO 15836 sur le Dublin Core (très courte), de la norme ISO 21127 sur le patrimoine culturel immatériel, et celle sur la gestion des documents d'archives (records management, ISO 15489) ne sont disponibles qu'en anglais (en 2021).
Marie-Claude Côté, au gouvernement du Canada, a poussé à un projet de traduction du Dublin Core en français, qui n'a pas encore démarré.
Pour plus de détails, voir : Normalisation et traduction en français du Dublin Core qualifié
En réalité, le besoin porte sur une gestion des langues sur la Toile. La question de la traduction de l'ensemble des référentiels de métadonnées en d'autres langues que l'anglais se pose.